# Lutherpark (Flensburg)

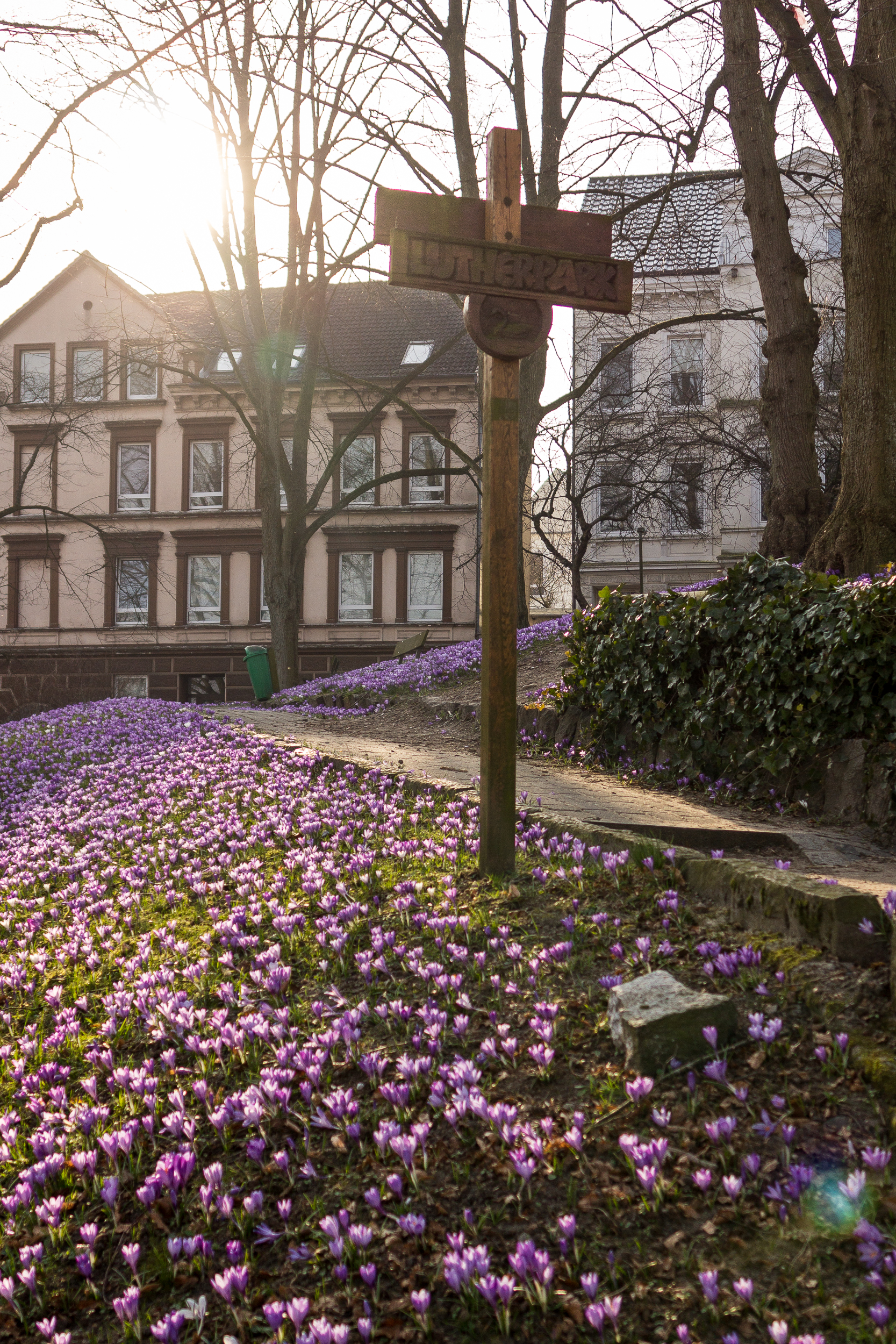
Schild Lutherpark mit dem Park in Flensburg im Frühling.

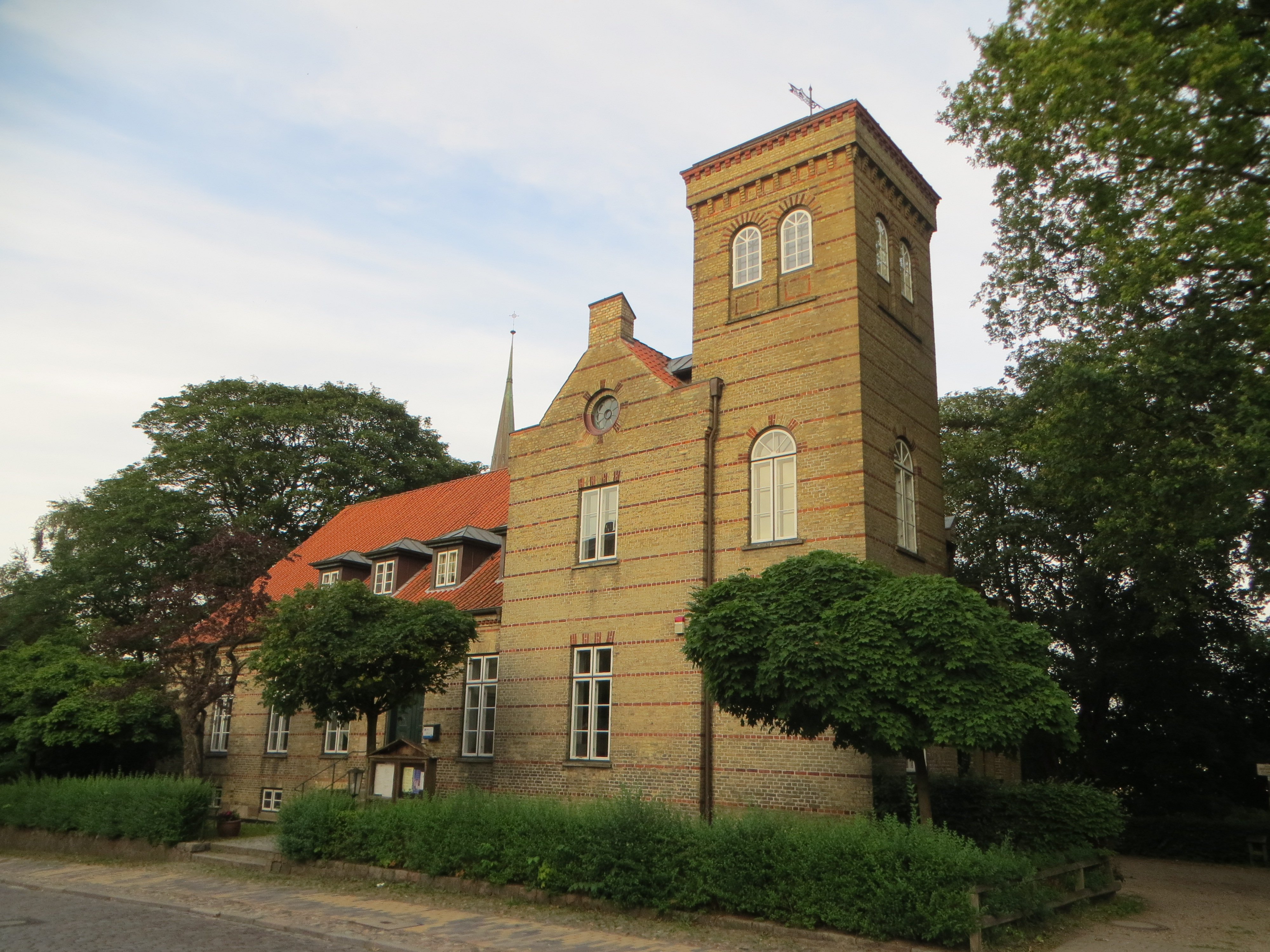
Das Lutherhaus am Südergraben 59 oberhalb des Lutherparks

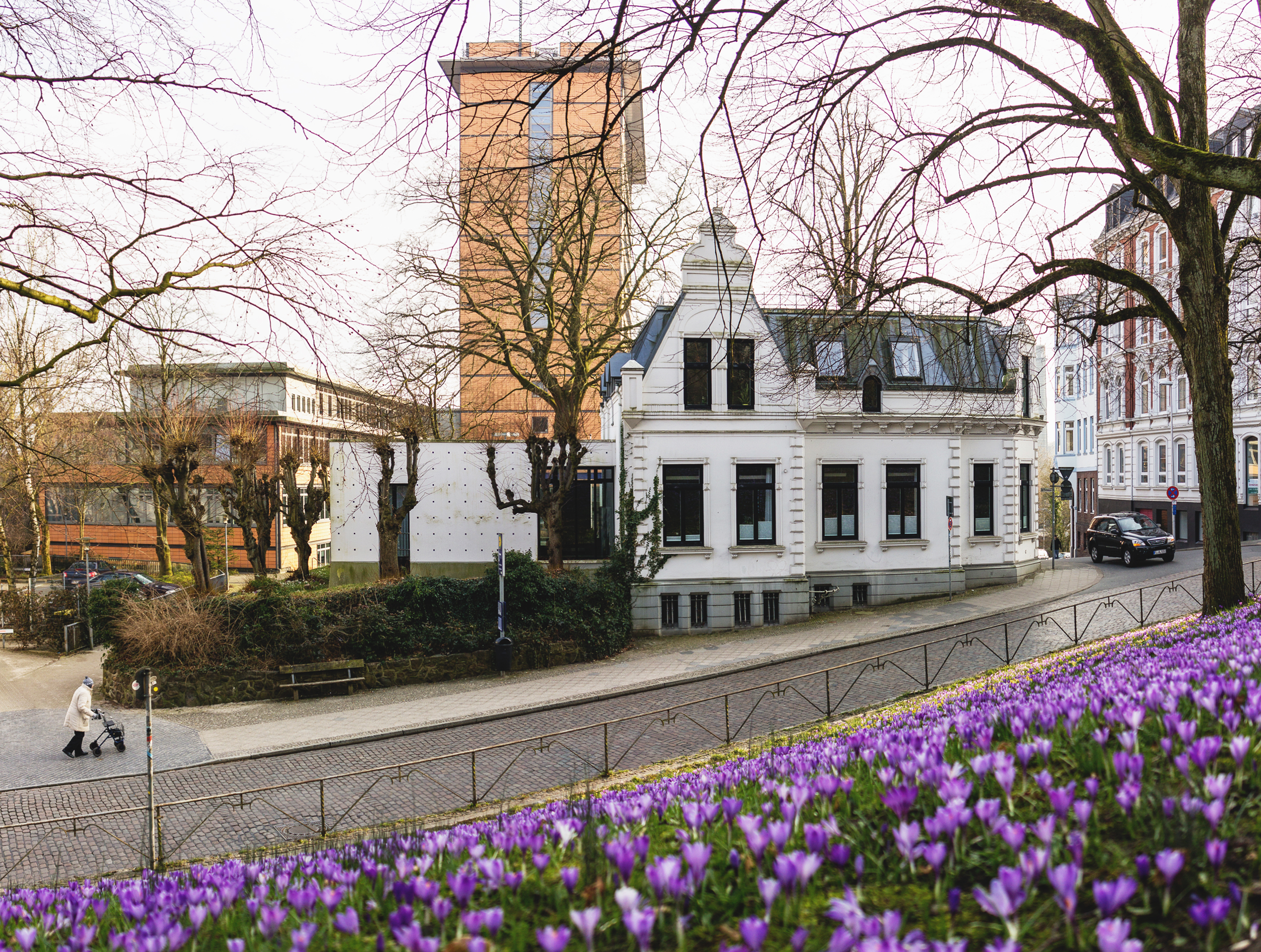
Das Rathaus und das Standesamt, die Villa Besenbruch in der Friesischen Straße, vom Lutherpark während der Krokusblüte im März 2015 aus gesehen.

Der Lutherpark ist ein nach dem Reformator Martin Luther benannter Park, der im Stadtteil Friesischer Berg nahe der Flensburger Innenstadt liegt. Am Rand des Parks befindet sich am Südergraben das Lutherhaus, ein Kulturdenkmal in der Flensburg-Altstadt. Der Park selbst ist eingebettet zwischen dem Südergraben und der Friesischen Straße; gegenüber befindet sich die Villa Besenbruch, das Standesamt der Stadt, und unweit von dort das Flensburger Rathaus. Der Hang des Parks ist Richtung Süden ausgerichtet.

## Geschichte
Die Grünanlage gehörte vor 1850 der Familie Christiansen. 1852 wurde im Südergraben 59 oberhalb der Grünanlage ein Villa Hargens oder Hargens Haus (dänisch: Hargens hus) genanntes Gebäude für einen Justizrat gebaut, welches nach Plänen des Architekten Laurits Albert Winstrup entstand. 1911 nutzte der Deutsche Ausschuß das Haus und 1916 kam es in den Besitz der St. Nikolaikirche. Eine Tafel erinnert dort an den Erwerb durch den Pastor Heinrich Köhler. Anfang der 1920er-Jahre befand sich zudem die Flensburger Geschäftsstelle des Schleswig-Holsteiner-Bundes im besagten Gebäude. Die Kirchengemeinde benannte das Haus 1920 in Lutherhaus um, das heute ein Kulturdenkmal der Stadt ist.
Im Jahr 1933 erhielten nach manipulierten Kirchenwahlen die sogenannten Deutschen Christen die Mehrheit in allen wichtigen kirchlichen Gremien. Diese Nazi-treue Gruppierung setzte am 19. November 1933, als sich  der Geburtstag des Reformators Martin Luthers zum 450. Mal jährte, mit einem Festakt in Flensburg den neuen Propst Hasselmann ein. Im Beisein der örtlichen Repräsentanten der NSDAP, der nationalen Kampfverbände und des Landesbischofs Paulsen wurde auf dem Museumsvorplatz eine Luthereiche gepflanzt. Zugleich wurde das Geschehen als „zweite deutsche Reformation“ hochstilisiert. Im selben Jahr wurde der heutige Bereich des Museumsbergs nach Martin Luther benannt, so dass das Museum im Heinrich-Sauermann-Haus über viele Jahre die Adresse Lutherplatz 1 innehatte. 1996 plante die Stadt den Lutherplatz umzubenennen. Viele Bürger widersprachen und kritisierten das Vorhaben, dennoch erfolgte 1997 die Umbenennung des Lutherplatzes in Museumsberg. Im Gegenzug beschloss die Stadt nach dem Bürgerprotest den Park unterhalb des Lutherhauses nach Martin Luther zu benennen und so bekam noch am Reformationstag 1997 die namenlose Grünfläche am Abhang unterhalb des Lutherhauses, im Beisein des Oberbürgermeisters Dielewicz und der Pröpstin Gross-Rickern, den Namen Lutherpark.
Nicht weit entfernt vom Lutherpark fand am 8. April 1529 im St. Katharinenkloster die Flensburger Disputation statt, an der sich auch Johannes Bugenhagen beteiligte. Während dieser Versammlung, an der auch der dänische Kronprinz, der spätere König Christian III., und 400 weitere Persönlichkeiten teilnahmen, wurde die Einführung der Reformation in Dänemark und Schleswig-Holstein beschlossen (vgl. auch: Schloss Sonderburg).

## Gegenwart
Das heutige Namensschild des Lutherparks zeigt das lutherische Symbol des Schwans. Die Wege dort schlängeln sich von unten den Hang hinauf zum Lutherhaus und am Wegesrand stehen einige Parkbänke. Das Lutherhaus dient heute als Gemeindehaus. Im Frühjahr eines jeden Jahres zeigt sich der Hang des Parks in einer dichten Krokusblüte, welche so ähnlich sich auch noch im Christiansenpark wie auch beim Alten Friedhof in Flensburg vollzieht, und vergleichbar mit der Husumer Krokusblüte ist.

Ein mit dem Handy erzeugtes Panorama des Lutherparks in Flensburg.